# Brett Dier
Brett Jordan Dier (London, Ontario; 14 de febrero de 1990) es un actor canadiense conocido principalmente por su papel como Michael Cordero Jr. en Jane the Virgin. También es conocido por sus papeles recurrentes en las series de televisión canadienses Bomb Girls y The L.A. Complex.

## Primeros años
Dier nació el 14 de febrero de 1990 en London, Ontario. Estudió improvisación y recibió su primer cinturón negro de dan en Taekwondo. Llegó al sexto grado de conservatorio en piano, incluido el método Suzuki desde la edad de 4 años: además toca la guitarra y ha recibido honores por su trabajo. Músico autodidacta, también realiza breakdances y practica natación.

## Carrera
Dier recibió su papel en una película para televisión, Family in Hiding, como Matt Peterson en 2006. En 2007, apareció en Seventeen and Missing y The Secrets of Comforting House. En 2008, ganó el papel de Caden en Every Second Counts y un suplente de Clark Kent en Smallville. Apareció en un pequeño papel como Derek Edlund en Fear Itself.
En 2010, tuvo un cameo en Diary of a Wimpy Kid como breakdancer. Hizo apariciones en Made: The Movie y Meteor Storm. Tuvo un papel recurrente en el Sr. Young como Hutch. Estuvo en otra película para televisión, Mega Cyclone, como Will Newamr. En 2012, tuvo un papel en Space Twister. En otro papel recurrente, fue Brandon Kelly en The L.A. Complex. También tuvo un papel protagonista invitado en un episodio del programa de televisión Blackstone.
En 2013, jugó un papel principal en Ravenswood como Luke Matheson. La serie fue cancelada después de una temporada.
Recibió elogios de la crítica por su papel en Bomb Girls como Gene Corbett. Apareció en Exeter, que se lanzó en 2015. Desde 2014, ha desempeñado el papel del detective Michael Cordero Jr. en Jane the Virgin.
El 3 de octubre de 2018, Deadline anunció que Dier tendría un rol regular en la comedia de situación ABC Schooled como CB, un maestro que es amigo y rival del maestro novato Lainey Lewis, que también se basa en la serie El maestro y amigo favorito del creador Adam F. Goldberg.

## Vida privada
En marzo de 2018, la actriz Haley Lu Richardson reveló que ella y Dier estaban comprometidos, ella se le propuso a él. Ellos han estado en una relación desde el 2012. En noviembre de 2022 confirmaron que su relación había terminado en 2020.

## Filmografía

### Cine
| Año  | Título                   | Personaje                   | Notas            |
| ---- | ------------------------ | --------------------------- | ---------------- |
| 2007 | Battle in Seattle        | Manifestante #2             | Papel menor      |
| 2010 | Dear Mr. Gacy            | Marcus                      | Papel menor      |
| 2010 | Diary of a Wimpy Kid     | Bailarín de breakdance      | Cameo            |
| 2013 | Barbie in the Pink Shoes | Dillon / Príncipe Seigfried | Voz              |
| 2013 | The Wedding Chapel       | Joven Larry                 | Papel secundario |
| 2014 | Grace                    | Brad                        | Coprotagonista   |
| 2014 | Poker Night              | Detective                   | Papel menor      |
| 2015 | Exeter                   | Brad                        | Coprotagonista   |
| 2018 | Snapshots                | Zee                         | Coprotagonista   |
| 2018 | The New Romantic         | Jacob                       | Coprotagonista   |
| 2018 | Genèse                   | Todd                        | Coprotagonista   |
| 2021 | After Yang               | Aaron                       | Papel menor      |
| 2022 | Fresh                    | Chad                        | Papel secundario |
| 2023 | About My Father          | Doug Collins                | Posproducción    |
| TBA  | Good Bad Things          | Jason                       | Posproducción    |

### Televisión
| Año       | Título                                    | Personaje                  | Notas                                                           |
| --------- | ----------------------------------------- | -------------------------- | --------------------------------------------------------------- |
| 2006      | Family in Hiding                          | Matt Patterson             | Película para televisión                                        |
| 2006      | The Secrets of Comfort House              | Bradley                    | Película para televisión                                        |
| 2007      | Seventeen and Missing                     | Kevin Janzen               | Película para televisión                                        |
| 2007      | Kaya                                      | Jake                       | Episodio: "You Can't Always Get What You Want"                  |
| 2007      | Aliens in America                         | Junior #1                  | Episodio: "Junior Prank"                                        |
| 2008      | Smallville                                | Clark Kent                 | Episodio: "Apocalypse"                                          |
| 2008      | Every Second Counts                       | Caden                      | Película para televisión                                        |
| 2008      | Fear Itself                               | Derek Edlund               | Episodio: "Skin and Bones"                                      |
| 2009      | Phantom Racer                             | Taz                        | Película para televisión                                        |
| 2009      | The Troop                                 | Richard                    | Episodio: "Forest Grump"                                        |
| 2010      | Meteor Storm                              | Jason                      | Película para televisión                                        |
| 2010      | Supernatural                              | Dylan                      | Episodio: "99 Problems"                                         |
| 2010      | V                                         | James May                  | Episodio: "John May"                                            |
| 2010      | Goblin                                    | Matt                       | Película para televisión                                        |
| 2010      | Made... The Movie                         | Marshall                   | Película para televisión                                        |
| 2011-2013 | Mr. Young                                 | Hutch Anderson             | Personaje recurrente (Temporada 1 a 3)                          |
| 2011      | Sullivan                                  | Jonah Simms                | Episodio: "Key with No Lock"                                    |
| 2011      | Goodnight for Justice                     | Joven Clerk                | Película para televisión                                        |
| 2011      | Ghost Storm                               | Rob                        | Película para televisión                                        |
| 2011      | Endgame                                   | Kitch Huxley               | Episodio: "The White Queen"                                     |
| 2011      | Flashpoint                                | Jaime Dee / Dracy Dunleavy | Episodio: "Run, Jamie, Run"                                     |
| 2011      | Superbook                                 | Chico malo #2              | Voz, episodio: "Saul and David"                                 |
| 2011      | Iron Man: Armored Adventures              | Andy Erwin                 | Voz, episodio: "All the Best People are Mad"                    |
| 2012      | Mega Cyclone                              | Will Newmar                | Película para televisión                                        |
| 2012      | Blackstone                                | Jake                       | Episodio: "Forgiveness"                                         |
| 2012      | The Secret Circle                         | Kyle                       | Episodio: "Sacrifice"                                           |
| 2012      | The L.A. Complex                          | Brandon Kelly              | Personaje recurrente (Temporada 2)                              |
| 2013      | Emily Owens, M.D.                         | Henry                      | Episodio: "Emily and... The Social Experiment"                  |
| 2013      | Bomb Girls                                | Gene Corbett               | Estrella invitada (4 episodios)                                 |
| 2013      | Pretty Little Liars                       | Luke Matheson              | Episodio: "Grave New World"                                     |
| 2013      | Mighty Mighty Monsters in Halloween Havoc | Jacob                      | Voz, película para televisión                                   |
| 2013      | Mighty Mighty Monsters in New Fears Eve   | Jacob                      | Voz, película para televisión                                   |
| 2013-2014 | Ravenswood                                | Luke Matheson              | Personaje principal                                             |
| 2014      | The Hazing Secret                         | Brian                      | Película para televisión                                        |
| 2014-2018 | Jane the Virgin                           | Michael Cordero Jr.        | Protagonista (Temporada 1–3, 5) Estrella invitada (Temporada 4) |
| 2015      | Backstrom                                 | Archie Danforth            | Episodio: "Dragon Slayer"                                       |
| 2018      | History of Them                           | Adam                       | Piloto no emitido                                               |
| 2019-2020 | Schooled                                  | Charlie "C.B." Brown       | Personaje principal                                             |

## Premios y nominaciones
| Año  | Premio     | Categoría                                                    | Trabajo    | Resultado |
| ---- | ---------- | ------------------------------------------------------------ | ---------- | --------- |
| 2014 | Leo Awards | Mejor actuación por un actor invitado en una serie dramática | Bomb Girls | Nominado  |